# Darpana

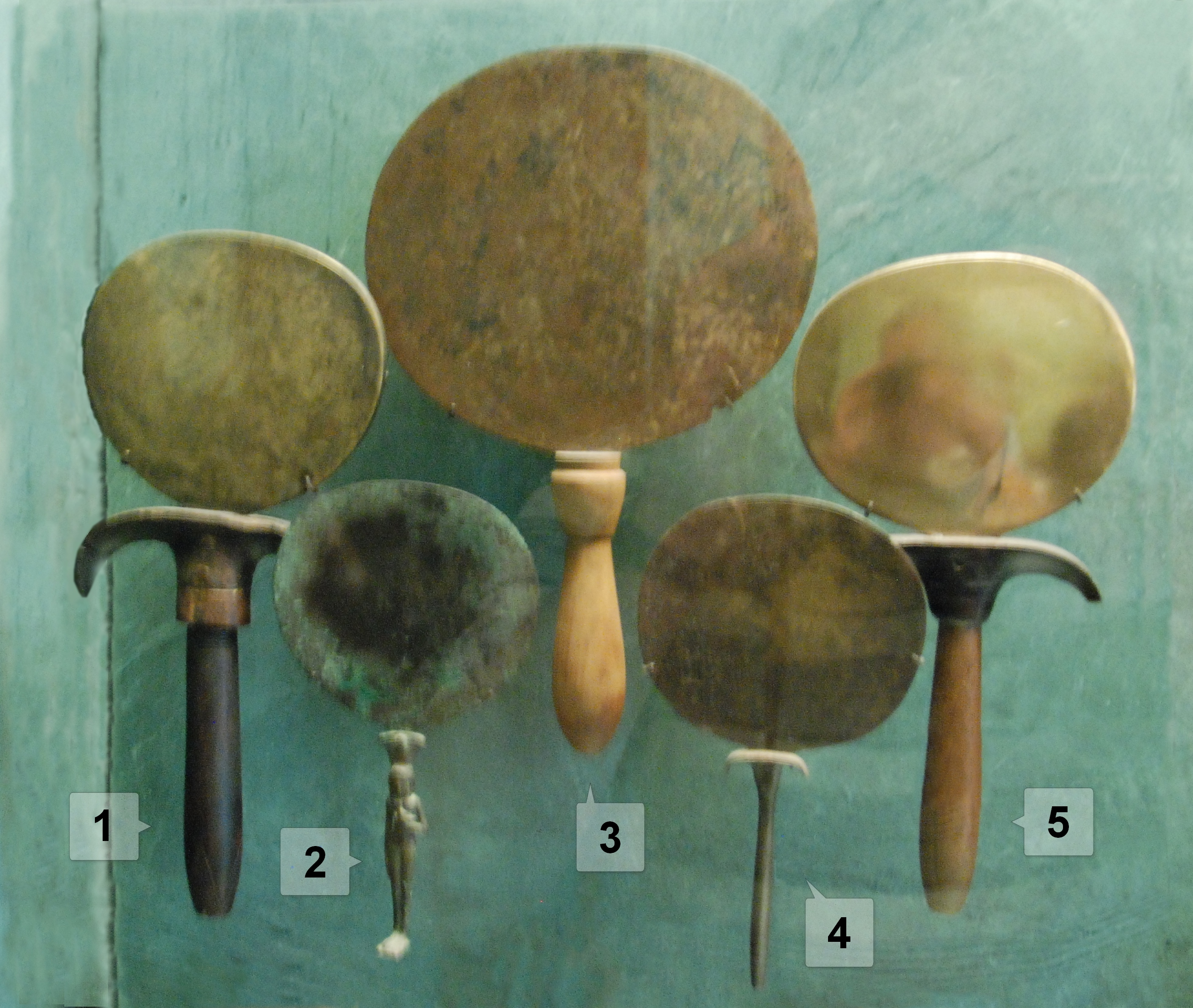
Le darpana était un miroir d'un style antique. Il devint ensuite miroir ovale avec un cadre en bois.

Un darpana dénommé aussi darpan est un des objets auspicieux du jaïnisme, que ce soit pour la branche shvetambara comme pour le courant digambara. Le darpana est en fait un miroir apportant la chance; il est aussi censé révéler le vrai Soi. Il fait partie des ashtamangala des religions orientales.